# Cena en casa de Leví
Cena a casa di Leví (En español Comida en casa de Leví) es una pintura de gran formato del pintor Paolo Caliari llamado Veronese de 1573, ubicada en la galería de la Academia de Venecia. El artista realizó otros trabajos para la decoración de refectorios de monasterios, como su célebre obra Las bodas de Caná, hoy en el Louvre.

## Historia de la obra

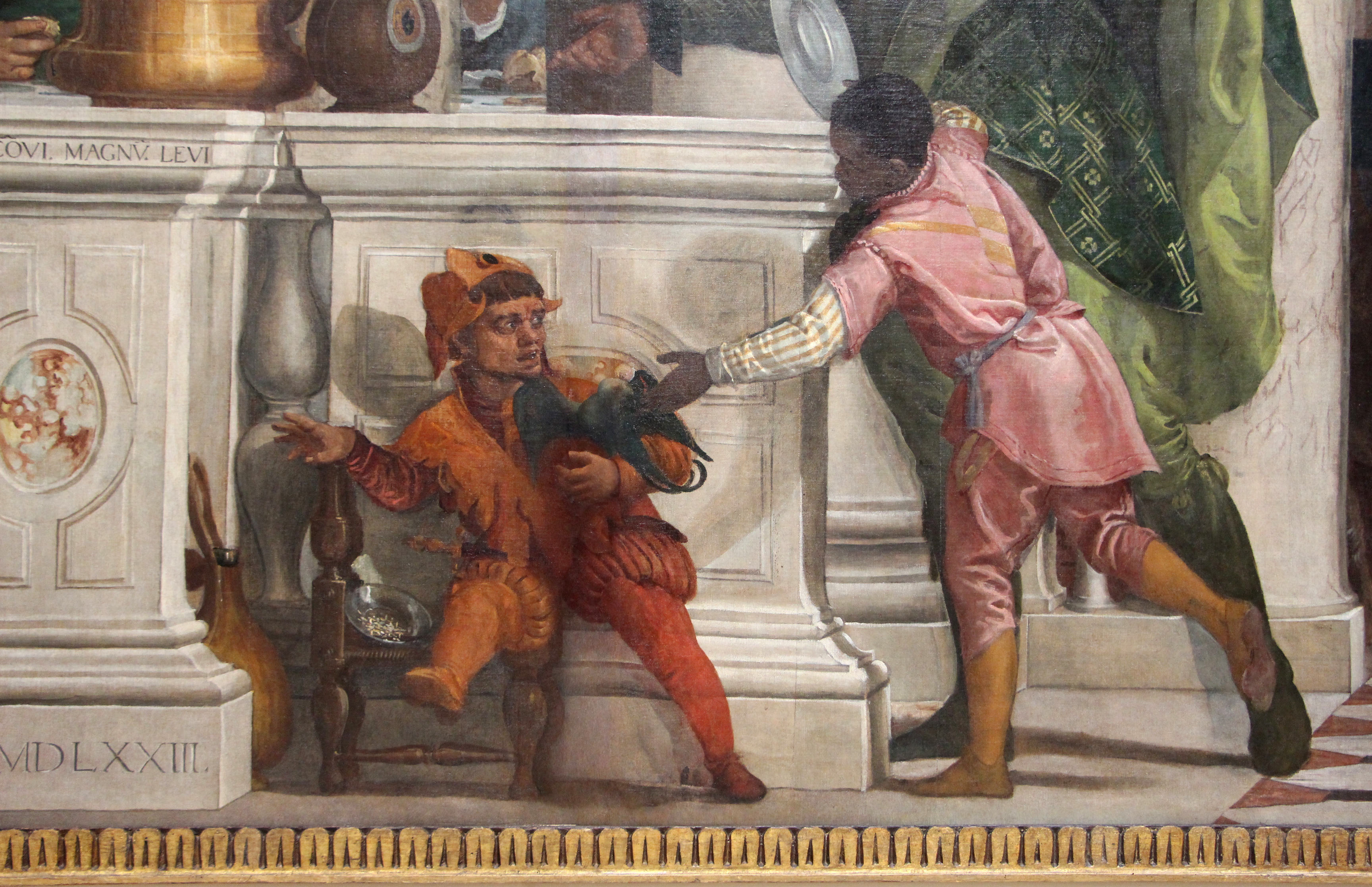
Veronese, Banquete en casa de Levi, 1573, 04

El cuadro fue encargado por los religiosos de la Orden de los Dominicos de la Basílica de San Juan y San Pablo en Venecia, en sustitución de una pintura de Tiziano, destruida en un incendio en 1571.
El tema tenía que representar la Última Cena de Cristo, pero el autor se acercó a esta cuestión desde una perspectiva muy innovadora y única que no fue admitida por la Santa Inquisición, de acuerdo con el prior de la basílica. Las solicitudes de modificación de la pintura no fueron aceptadas por Veronese.
Llamado a defender su posición ante el tribunal del Santo Oficio en julio de 1573, el pintor se limitó a cambiar únicamente el título de la obra, sin transformar ningún elemento pictórico, siguiendo el consejo de los dominicos. El nuevo título de la pintura se convirtió en Cena en la casa de Leví, episodio en el que, según narra el Evangelio de Lucas, Leví o Mateo preparó un gran banquete en su casa, ambientado en construcciones arquitectónicas propias de Palladio y Sansovino.

## Descripción

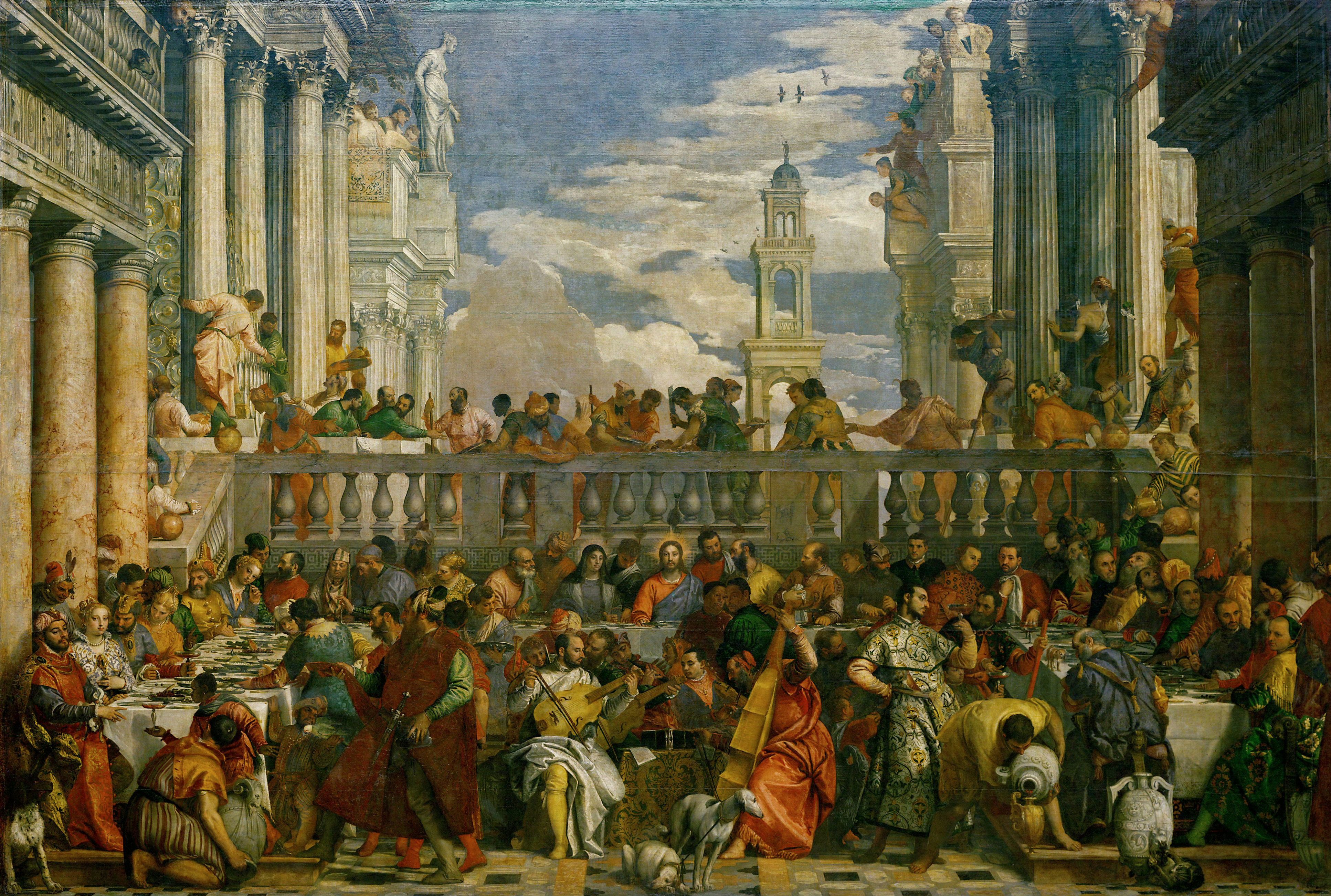
Las bodas de Caná, 1563.

En torno a Jesús, sentado en el centro de la pintura y de la gran mesa, se ve a mucha gente, no incluida en la Última Cena canónica: hay animales y niños jugando en las escaleras, pajes y funcionarios, así como artistas y militares. Muchas de las figuras presentadas están totalmente desinteresadas en la presencia de Cristo en la mesa, discutiendo acaloradamente entre sí o incluso dándole la espalda.